# Kap Bernacchi
Das Kap Bernacchi ist eine felsige Landspitze an der Scott-Küste des ostantarktischen Viktorialands. Es liegt zwischen der Bernacchi-Bucht im Norden und dem New Harbour Süden.
Entdeckt wurde das Kap von Teilnehmern der Discovery-Expedition (1901–1904) unter der Leitung des britischen Polarforschers Robert Falcon Scott. Benannt ist es nach dem australischen Physiker Louis Bernacchi (1876–1942), Teilnehmer dieser und der vorangegangenen Southern-Cross-Expedition (1898–1900).